# Nikon D850

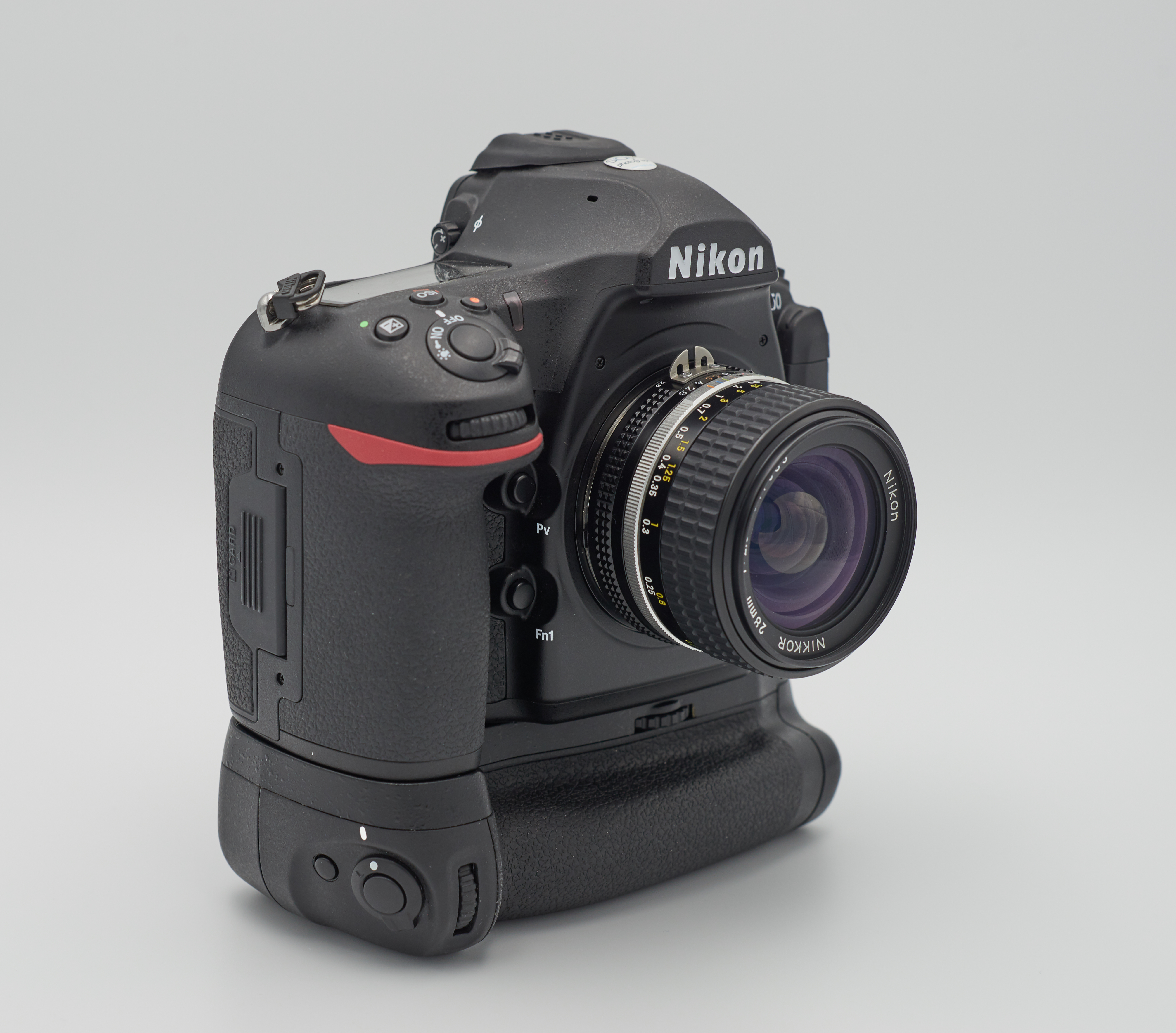
Nikon D850

Nikon D850 je profesionální DLSR fotoaparát s 45Mpx Full-frame čipem typu BSI CMOS. Byl představen 25. července 2017 (na 100. výročí existence Nikonu), na trh se dostal 8. září 2017. D850 je nástupcem modelu D810, byl vyhlášen fotoaparátem roku 2017 na serveru Imaging Resource, nejlepší profesionální DSLR na TIPA World Awards a stal se první DSLR, která získala 100 bodů na Dxomark.

## Vlastnosti
- BSI CMOS s 45,7 Mpx formátu Nikon FX (35,9 × 23,9 mm)
- expoziční čas 30 s až 1/8000, bulb
- obrazový procesor Expeed 5
- průběžné snímání 7 fps (9 s battery gripem)
- nativní ISO 64–25 600
- video: Full frame @ 120 fps, 4K @ 30 fps, 8K pro time-lapse
- nekomprimovaný výstup na HDMI 2.0
- bezdrátová konektivita přes 802.11 a Bluetooth LE
- duální sloty na paměťové karty: XQD a Secure Digital
- ostření přes modul s 20 tisíci body